# جمعية الصدر الأمريكية
جمعية الصدر الأمريكية (بالإنجليزية: American Thoracic Society)‏ هي منظمة غير ربحية تركز على تحسين العناية بأمراض الصدر والرئتين والحالات الحرجة والأمراض المتعلقة بضيق التنفس أثناء النوم. تأسست عام 1905 تحت اسم جمعية المصحة الأمريكية (بالإنجليزية: American Sanatorium Association)‏، ثم تغير اسمها عام 1938 إلى جمعية ترودو الأمريكية (بالإنجليزية: American Trudeau Society)‏. في عام 1960 تغير اسمها إلى الاسم الحالي جمعية الصدر الأمريكية.

## روابط خارجية
- American Thoracic Society - الموقع الرسمي

‌